# Duplaspidiotus laciniae
Duplaspidiotus laciniae är en insektsart som först beskrevs av Charles Kimberlin Brain 1919.  Duplaspidiotus laciniae ingår i släktet Duplaspidiotus och familjen pansarsköldlöss. Inga underarter finns listade i Catalogue of Life.